# Саша Дракулич
Саша Дракулич (серб. Саша Дракулић / Saša Drakulić, нар. 28 серпня 1972, Вінковці) — сербський футболіст, що грав на позиції нападника. Виступав, зокрема, за клуби «Црвена Звезда», «Пусан Ай Парк» та «Воєводина».

## Кар'єра гравця
У 1993 році приєднався до клубу «Црвена Звезда», в якій провів один сезон, взявши участь в 11 матчах чемпіонату. 

### В Азії
Своєю грою за цю команду привернув увагу представників тренерського штабу клубу «Пусан Ай Парк», до складу якого приєднався 1995 року. У своєму дебютному сезоні за корейську команду відзначився 8-а голами. У «Пусані» виступав до липня 1998 року, допоки не прийняв пропозицію «Сувон Самсунг Блювінгз». У футболці «Блювінгз» двічі поспіль, у 1998 та 1999 роках, вигавав К-Лігу, допоки не здійснив невдалий для себе перехід до «Касіви Рейсол» з Джей-ліги 1.
У травні 2000 року повернувся після невдалої оренди з Японії до «Сувон Самсунг Блювінгз», це повернення стало можливим в обмін на оренду Хван Сон Хона.
У 2011 році знову зміни клубну прописку, цього разу перешовши до «Соннам Ільхва Чхонма». Разом з командою три роки поспіль (2001—2003) ставав призером корейського чемпіонату, потім перейшов до кіпрського АЕКа (Ларнака).
Протягом 9 сезонів, проведених у К-Лізі 1 відзначився 104-а голми в 271 матчі (Регулярний сезон та Кубок ліги, на той час другий найкращий бомбардир в історії чемпіонату. На сьогодні утримує рекорд за кількістю удаврів, завданих у площину воріт — 941).

### Повернення
У 2005 році повернувся до Першої ліги Сербії і Чорногорії, уклавши контракт з клубом «Воєводина». Проте вже наступного року перейшов до представника другого дивізіону «ЧСК Пивара». У липні 2006 року перейшов до «Младості» (Апатин) .
Після успішних виступів за «Младост», влітку 2007 року Саша повертається до «Воєводини», у складі якої зіграв у Кубку УЄФА проти «Гіберніанс». Його контракт з «Воєводиною» був розірваний у грудні 2007 року після того, як він отримав травму на хрестоподібних зв'язок коліна під час гри у футбольному турнірі без дозволу свого клубу. 
Протягом 2008—2010 років захищав кольори клубів «Младост» (Апатин) та «Пролетер». Завершив професіональну ігрову кар'єру у клубі «Чемент Беочин», за команду якого виступав протягом 2010 року.

## Досягнення

### Клубні
«Пусан Ай Парк»
- К-Ліга 1
  -  Чемпіон (1): 1997

- Кубок ліги
  -  Володар (2): 1997-Adidas Cup, 1997-Prospecs Cup

«Сувон Самсунг Блювінгз»
- К-Ліга 1
  -  Чемпіон (2): 1998, 1999

- Кубок ліги
  -  Володар (2): 1999-Adidas Cup, 1999-Daehanhwajae Cup

- Суперкубок Південної Кореї
  -  Володар (1): 1999

«Соннам Ільхва Чхонма»
- К-Ліга 1
  -  Чемпіон (3): 2001, 2002, 2003

- Кубок ліги
  -  Володар (1): 2002-Adisas Cup

- Суперкубок Південної Кореї
  -  Володар (1): 2002

### Індивідуальні
- Найкращий бомбардир К-Ліги: 1999
- Найкраща XI-ка К-Ліги: 1998, 1999

## Клубна статистика

### У К-Лізі
- У тому числі й в інших змаганнях, зокрема в Суперкубку Південної Кореї, Суперкубку Азії, Кубку чемпіонів А3 та Світовому кубку

| Клуб                   | Сезон             | К-Ліга 1 | К-Ліга 1 | К-Ліга 1 | Кубок КФА | Кубок КФА | Кубок КФА | Кубок Ліги | Кубок Ліги | Кубок Ліги | Континентальні | Континентальні | Інші  | Інші | Загалом | Загалом | Загалом |
| Клуб                   | Сезон             | Матчі    | Голи     | Асисти   | Матчі     | Голи      | Асисти    | Матчі      | Голи       | Асисти     | Матчі          | Голи           | Матчі | Голи | Матчі   | Голи    | Асисти  |
| ---------------------- | ----------------- | -------- | -------- | -------- | --------- | --------- | --------- | ---------- | ---------- | ---------- | -------------- | -------------- | ----- | ---- | ------- | ------- | ------- |
| Пусан Дайву Роялс      | 1995              | 25       | 7        | 0        | -         | -         | -         | 6          | 1          | 0          | N/A            | N/A            | 0     | 0    | 31      | 8       | 0       |
| Пусан Дайву Роялс      | 1996              | 19       | 3        | 5        | 2         | 0         | 0         | 1          | 0          | 0          | N/A            | N/A            | 0     | 0    | 22      | 3       | 5       |
| Пусан Дайву Роялс      | 1997              | 13       | 6        | 4        | 1         | 0         | 0         | 15         | 5          | 1          | N/A            | N/A            | 0     | 0    | 29      | 11      | 5       |
| Пусан Дайву Роялс      | 1998              | 0        | 0        | 0        | 0         | 0         | 0         | 13         | 4          | 0          | N/A            | N/A            | 0     | 0    | 13      | 4       | 0       |
| Пусан Дайву Роялс      | Загалом у Пусані  | 57       | 16       | 9        | 3         | 0         | 0         | 35         | 10         | 1          | 0              | 0              | 0     | 0    | 95      | 26      | 10      |
| Сувон Самсунг Блювінгз | 1998              | 18       | 8        | 1        | 1         | 0         | 0         | 0          | 0          | 0          | ?              | 0              | 0     | 0    | 19+?    | 8       | 1       |
| Сувон Самсунг Блювінгз | 1999              | 26       | 18       | 3        | 0         | 0         | 0         | 10         | 3          | 1          | 1+?            | 1              | 1     | 3    | 38+?    | 25      | 4       |
| Сувон Самсунг Блювінгз | 2000              | 14       | 5        | 1        | 0         | 0         | 0         | 1          | 2          | 0          | ?              | 0              | 0     | 0    | 15+?    | 7       | 1       |
| Сувон Самсунг Блювінгз | Загалом у Сувоні  | 58       | 31       | 5        | 1         | 0         | 0         | 11         | 5          | 1          | 1+?            | 1              | 1     | 3    | 72+?    | 40      | 6       |
| Соннам Ільхва Чхонма   | 2001              | 25       | 10       | 3        | 2         | 0         | 0         | 9          | 5          | 1          | N/A            | N/A            | 0     | 0    | 36      | 15      | 4       |
| Соннам Ільхва Чхонма   | 2002              | 26       | 9        | 4        | 0         | 0         | 0         | 11         | 10         | 4          | N/A            | N/A            | 1     | 1    | 38      | 20      | 8       |
| Соннам Ільхва Чхонма   | 2003              | 39       | 8        | 9        | 0         | 0         | 0         | -          | -          | -          | 2+?            | 2              | 1+?   | 1    | 42+?    | 11      | 9       |
| Соннам Ільхва Чхонма   | Загалом у Соннамі | 90       | 27       | 16       | 2         | 0         | 0         | 20         | 15         | 5          | 2+?            | 2              | 2+?   | 2    | 116     | 46      | 21      |
| Усього за кар'єру      | Усього за кар'єру | 205      | 74       | 30       | 6         | 0         | 0         | 66         | 30         | 7          | 3+?            | 3              | 3+?   | 5    | 283+?   | 112     | 37      |

### У Джей-лізі 1
| Клубні виступи | Клубні виступи | Клубні виступи | Ліга  | Ліга | Кубок            | Кубок            | Кубок ліги      | Кубок ліги      | Загалом | Загалом |
| Сезон          | Клуб           | Ліга           | Матчі | Голи | Матчі            | Голи             | Матчі           | Голи            | Матчі   | Голи    |
| Японія         | Японія         | Японія         | Ліга  | Ліга | Кубок Імператора | Кубок Імператора | Кубок Джей-ліги | Кубок Джей-ліги | Загалом | Загалом |
| -------------- | -------------- | -------------- | ----- | ---- | ---------------- | ---------------- | --------------- | --------------- | ------- | ------- |
| 2000           | Касіва Рейсол  | Джей-ліга 1    | 2     | 0    | 0                | 0                | 0               | 0               | 2       | 0       |
| Країна         | Японія         | Японія         | 2     | 0    | 0                | 0                | 0               | 0               | 2       | 0       |
| Загалом        | Загалом        | Загалом        | 2     | 0    | 0                | 0                | 0               | 0               | 2       | 0       |